# Silnice II/406
Silnice II/406 je silnice II. třídy, která vede z Kostelce ke hraničnímu přechodu Slavonice / Fratres. Je dlouhá 48,2 km. Prochází dvěma kraji a dvěma okresy.

## Vedení silnice

### Kraj Vysočina, okres Jihlava
- Kostelec (křiž. II/602, II/639, III/0395)
- Salavice (křiž. III/4061)
- Jezdovice (křiž. III/4062)
- Třešť (křiž. II/402, III/4065, III/4066, peáž s II/402)
- Hodice (křiž. III/4069)
- Třeštice (křiž. III/11262)
- Studnice
- Telč (křiž. I/23, II/112, III/40610, III/40611, III/40617, III/40618, peáž s I/23, II/112)
- Myslůvka (křiž. III/40620)
- Černíč (křiž. III/40622)

### Jihočeský kraj, okres Jindřichův Hradec
- Velký Pěčín
- Dačice (křiž. II/151, III/40623, III/40624, III/40625, peáž s II/151, II/408)
- Peč (křiž. III/40626, III/40627)
- Dolní Bolíkov (křiž. III/40630)
- Mutišov (křiž. III/40631)
- Slavonice (křiž. II/152, peáž s II/152)